# تأمين الأمراض الخطيرة
تأمين الأمراض الحرجة (بالإنجليزية: Critical illness insurance)‏، المعروف أيضًا باسم تأمين الأمراض الحرجة، أو سياسة الأمراض المروعة، هو منتج تأمين حيث يلتزم المؤمن عليه بدفع مبلغ نقدي مجمع عادة إذا شُخِّص حامل الوثيقة بأحد الأمراض المحددة في قائمة معينة مسبقًا كجزء من بوليصة التأمين.
قد يجري هيكلة الوثيقة أيضًا لدفع دخل منتظم، وقد يكون الدفع أيضًا عند خضوع حامل الوثيقة لإجراء جراحي، على سبيل المثال، إجراء عملية تجاوز الشرايين للقلب.
قد تتطلب الوثيقة من حامل الوثيقة البقاء على قيد الحياة لفترة زمنية دنياً (فترة البقاء) منذ تشخيص المرض للمرة الأولى. تختلف فترة البقاء المستخدمة من شركة إلى شركة، ومع ذلك، فإن 14 يومًا هو الفترة الأكثر شيوعًا المستخدمة. في السوق الأسترالية، تحدد فترات البقاء بين 8 - 14 يومًا.
شروط العقد تحتوي على قواعد محددة تحدد متى يعتبر تشخيص مرض حرج صحيحًا. قد تشير إلى أن التشخيص يجب أن يصدر عن طريق طبيب متخصص في تلك الحالة أو المرض، أو قد تسمي اختبارات محددة، مثل تغييرات التخطيط الكهربائي للقلب في حالة الإصابة بتسمم عضلة القلب، التي تؤكد التشخيص.
في بعض الأسواق، إلا أن تعريف المطالبة للعديد من الأمراض والحالات قد أصبح موحدًا، وبالتالي ستستخدم جميع شركات التأمين نفس تعريف المطالبة. يمكن أن تخدم موحدة تعريفات المطالبات العديد من الأغراض، بما في ذلك زيادة وضوح التغطية لحاملي الوثائق وزيادة قابلية التقارن بين السياسات من مكاتب حياة مختلفة. على سبيل المثال، في المملكة المتحدة، أصدرت جمعية مؤسسات التأمين البريطانية (ABI) بيانًا بأفضل الممارسات يتضمن عددًا من التعاريف القياسية للأمراض الحرجة الشائعة.
هناك أشكال بديلة لتأمين الأمراض الحرجة بجانب نموذج دفعة النقدية المجمعة. تلك السياسات تأمين الأمراض الحرجة تدفع مباشرة لمقدمي الخدمات الصحية تكاليف علاج الأمراض الحرجة والمهددة للحياة التي تغطيها وثيقة التأمين لحامل الوثيقة، بما في ذلك أتعاب الأخصائيين والإجراءات في مجموعة محددة من المستشفيات ذات التصنيف العالي حتى مبلغ معين لكل حلقة علاج كما هو موضح في الوثيقة.

## أول منتج للأمراض الخطيرة
تأسس التأمين ضد الأمراض الخطيرة على يد الدكتور ماريوس بارنارد، مع إطلاق أول منتج للأمراض الخطيرة في 6 أكتوبر 1983 في جنوب إفريقيا، تحت اسم التأمين ضد الأمراض الخطيرة.
كان يغطي هذا النوع من التأمين أربعة حالات صحية أساسية للإنسان:
- سرطان
- سكتة دماغية
- نوبة قلبية
- جراحة مجازة الشريان التاجي

منذ عام 1983، قبلت التغطية في العديد من أسواق التأمين حول العالم. تشمل الأسماء الأخرى للتغطية التأمينية ما يلي: التأمين ضد الصدمات، والتأمين على الأمراض الخطيرة، والتأمين على المعيشة.

## الشروط المغطاة
يختلف جدول الأمراض المؤمن عليها بين شركات التأمين. في عام 1983، غطت هذه السياسة أربعة حالات، وهي النوبات القلبية والسرطان والسكتة الدماغية وجراحة مجازة الشريان التاجي. 
- مرض الزهايمر
- جراحة الأوعية الشريانية
- فقر الدم التليفي
- التهاب السحايا البكتيري
- ورم في المخ حميد
- العمى
- السرطان (المهدد للحياة)
- الغيبوبة
- جراحة تجاوز الشرايين التاجية
- الصمم
- النوبة القلبية
- استبدال صمام القلب
- فشل الكليتين
- فقدان الوجود المستقل
- فقدان الأطراف
- فقدان النطق
- زرع الأعضاء الكبيرة
- فشل الأعضاء الكبيرة على قائمة الانتظار
- داء العصبون الحركي
- تصلب الأنسجة المتعدد
- العدوى بفيروس نقص المناعة البشرية المهنية
- الشلل
- مرض باركنسون
- الحروق الشديدة
- السكتة الدماغية (الحادث الوعائي الدماغي)

المرجع: سياسة التأمين على الحياة ضد الأمراض الخطيرة في كندا.
نظرًا لأن حدوث حالة معينة قد يقل مع مرور الوقت، وقد يتحسن وضع التشخيص والعلاج أيضًا، فإن الحاجة المالية لتغطية بعض الأمراض التي اعتبرت حرجة قبل عقد من الزمن لم تعد ضرورية اليوم. بالمثل، قد لا تكون بعض الحالات التي غُطّيت اليوم ضرورية بعد عقد من الزمن.
الشروط الفعلية التي تغطى تعتمد على الحاجة في السوق للتأمين، والمنافسة بين شركات التأمين، وكذلك القيمة المدركة من قبل حامل السياسة للفوائد المقدمة. لهذه الأسباب، قد تصبح حالات مثل السكري والتهاب المفاصل الروماتويدي، وغيرها، جزءًا من التغطية العادية المقدمة في المستقبل.

## الحاجة إلى تغطية الأمراض الخطيرة
بِيع تأمين الأمراض الحرجة في الأصل بهدف توفير حماية مالية للأفراد بعد تشخيص أو علاج مرض يعتبر حرجًا. يمكن للأفراد شراء تأمين الأمراض الحرجة بالتزامن مع تأمين الحياة أو وثيقة التأمين للفترة الزمنية عند شراء منزل، ويُعرف هذا باسم "فائدة إضافية" أو "بولت-أون".
يمكن استخدام الأموال المستلمة من أجل:
- دفع تكاليف الرعاية والعلاج؛
- دفع تكاليف مساعدات التعافي؛
- استبدال أي دخل مفقود بسبب انخفاض القدرة على الكسب؛ او حتى
- تمويل التغيير في نمط الحياة.

هذا التأمين يمكن أن يوفر حماية مالية لحامل الوثيقة أو معتمديه عند سداد قرض عقاري بسبب إصابة حامل الوثيقة بحالة مرض حرجة أو عند وفاة حامل الوثيقة. في تصميم هذا النوع من المنتجات، قد يختار بعض شركات التأمين هيكلة المنتج لسد جزء من الدين العقاري المستحق عند إصابة حامل الوثيقة بحالة مرض حرجة، بينما يسدّد المبلغ الكامل المستحق على الدين العقاري عند وفاة حامل الوثيقة. بالبديل، يمكن دفع المبلغ الكامل المؤكد عند تشخيص حالة المرض الحرج، لكن لا تُجرى مزيد من المدفوعات عند الوفاة، مما يجعل دفعة المرض الحرج دفعة 'متسارعة للوفاة'.
بعض أصحاب العمل قد يختارون أيضًا الحصول على تأمين ضد الأمراض الخطيرة لموظفيهم. يكون هذا العقد عادةً على شكل عقد جماعي وقد أصبحت استراتيجية أساسية تستخدمها أصحاب العمل في جميع أنحاء العالم لحماية موظفيهم ماليًا وجذب المزيد من الموظفين للنظر في العمل لديهم في الشركة.

## الأشكال البديلة للتأمين على الأمراض الخطيرة
تعتبر منتجات التأمين ضد الأمراض الحرجة النموذجية هي التأمينات التي يدفع فيها الشركة المؤمنة لحامل الوثيقة مبلغًا نقديًا محددًا مسبقًا إذا شُخِّص حامل الوثيقة بإصابته بحالة مرضية حرجة مدرجة في الوثيقة. ومع ذلك، تقدم أشكال بديلة من تأمين الأمراض الحرجة دفعًا مباشرًا لمقدمي الرعاية الصحية لتغطية التكاليف الطبية العالية لعلاج الأمراض الحرجة مثل السرطان والإجراءات القلبية وزرع الأعضاء. يحدّد المبلغ الأقصى في وثيقة التأمين وتعريفه لكل حلقة علاج.
عمومًا، تدفع منتجات التأمين ضد الأمراض الحرجة هذه مستشفيات مباشرة لتجنب تكبد حامل الوثيقة نفقات خارج جيبه وعمليات استرداد طويلة. في معظم حالات هذه البديلة لتأمين الأمراض الحرجة بدل الدفعة النقدية، قد يقرر حاملو الوثائق مكان الحصول على العلاج بين مجموعة مختارة مسبقًا من المستشفيات.
بعض أشكال التأمين ضد الأمراض الحرجة توفر أيضًا لحاملي الوثائق خيار السفر إلى مستشفيات متخصصة بشكل كبير في دول أخرى لتلقي العلاج. وتشمل هذه السياسات عادةً نفقات السفر والإقامة لحامل الوثيقة ورفيقه، بالإضافة إلى خدمات الكونسيرج الأخرى مثل المترجمين أو الممرضات الشخصية.

## تقييم المخاطرة
تُقيم المتقدمين لتأمين الحياة من خلال عملية التقدير. يمكن أن يحدث التقدير في نظام تصفية تحت الكمبيوتر الآلي. ومع ذلك، يُجرى التقدير الأكثر تفصيلاً وشمولاً عن طريق مقيمي تأمين الحياة ذوي الخبرة.
عملية التقدير لتأمين الأمراض الحرجة مشابهة لعملية التقدير في تأمين الحياة، حيث يُؤخذ في اعتباره عوامل مثل العمر، والجنس، وحالة التدخين، والتاريخ الطبي السابق، وتاريخ العائلة، واستهلاك الكحول، ومؤشر كتلة الجسم. ومع ذلك، في حالة التأمين ضد الأمراض الحرجة، يركز بشكل أكبر على تاريخ العائلة، ويعد التدخين ومؤشر كتلة الجسم عوامل خطر يمكن أن تظهر زيادة واضحة في الخطر المتعلق بتأمين الأمراض الحرجة.
بعد أن يكون قد أجرى عملية التقدير بشكل كامل للمتقدم، يمكن للمقيم أن يقرر قبول المخاطر بسعر قياسي، أو قد يقرر أن يكون هناك رسوم إضافية مبررة، أو أن يقرر تطبيق استبعادات لأمراض معينة. إذا كان هناك أي تعديل من قبل المقيم على شروط القبول، يجب أن يتفق عليه من قبل المتقدم قبل أن يتمكن السياسة من الصدور.

## الأسواق العالمية
في جنوب أفريقيا، المملكة المتحدة، أيرلندا، أستراليا، ونيوزيلندا، أصبح تأمين الأمراض الحرجة شكلًا مُرسخًا تمامًا للتأمين.
تأمين الأمراض الحرجة يستمر في الارتفاع في شعبيته وقد قُبل مؤخرًا في مناطق أخرى بما في ذلك الشرق الأقصى والولايات المتحدة.
في الأسواق حيث يكون المنتج حديثًا، يختار العديد من شركات التأمين استخدام خبرة شركات إعادة التأمين العالمية بالإضافة إلى شركات التأمين الأجنبية التي قد قامت ببيع المنتج لعدة سنوات. يمكن أن تأتي الخبرة في شكل البيانات المقدمة وكذلك المساعدة في ميزات تصميم المنتج.

### أستراليا
تأمين الأمراض الحرجة، المعروف أيضا بتأمين الصدمات في أستراليا، يتميز بدفعات نقدية مجمعة لأحداث طبية محددة. في مقابل المملكة المتحدة، لا تجري معايير تأمين الصدمات بشكل قياسي في أستراليا، وتعتمد المنافسة في السوق على كل من قيم الأقساط وتعريفات السياسة. ومن المعتاد أن تشمل سياسة تأمين الصدمات في أستراليا أكثر من 40 تعريفًا، بما في ذلك السرطان والنوبات القلبية والسكتات الدماغية. يصل حوالي 85% من مطالبات تأمين الصدمات المدفوعة في أستراليا إما إلى السرطان أو أمراض القلب. ومن المعتاد أن تقدم بعض السياسات أيضا دفعات جزئية إذا لم تفي الحالة المعاناة بالتعريف الكامل المطلوب للحصول على دفعة كاملة.
سياسات تأمين الصدمات في أستراليا غالبًا ما تكون مرتبطة بسياسات التأمين على الحياة، ولكن يمكن أن تكون مأخوذة كسياسة مستقلة، وعندما تكون سياسة تأمين الصدمات مرتبطة، ستقوم عادة بخصم رصيد مبلغ تأمين حياة المؤمن.
في أستراليا، عند استخدام سياسات تأمين الصدمات لتوفير الحماية الشخصية، عادةً ما لا يكون الاقتطاع الضريبي متاحًا، وأي عائدات مطالب بها ليست خاضعة للضرائب. لا يقدم تأمين الصدمات في نظام التقاعد الإلزامي ("Superannuation") نظرًا لعدم توافر التعريفات المتاحة للدفع دائمًا مع الظروف المطلوبة للإفراج.

### كندا
خيارات التأمين ضد الأمراض الخطيرة المتاحة في كندا:
- ROP - إعادة قسط التأمين. إذا لم تطالب بمرض خطير، فيمكنك طلب إعادة قسط التأمين طالما أنك قد استوفيت الحد الأدنى للفترة الزمنية المحددة في السياسة.
- ROPD - إرجاع القسط عند الوفاة. ترجع أقساط التأمين الخاصة بك إلى العقارات الخاصة بك. ROPD اختياري
- مصطلح CI - على غرار التأمين على الحياة محدد المدة، فإن هذا التأمين ضد الأمراض الخطيرة يزيد من تكلفة الأقساط في بداية كل مصطلح جديد. المدة عادة 10 سنوات. تنتهي صلاحية مصطلح CI عند عمر 75 عامًا (يختلف حسب شركة التأمين).
- CI الدائم - التأمين الدائم على الأمراض الخطيرة هو تأمين محدد المدة، مما يعني أن أقساط التأمين لا تتغير. لا تنتهي صلاحية التأمين الدائم إلا إذا طلبه العميل أو فشل في الدفع.
- الحدث الثاني. إذا كان هناك مرض خطير ثانٍ، فستحصل على 50% من فائدة البوليصة بالإضافة إلى الميزة الأساسية. الحدث الثاني هو متسابق اختياري.
- التنازل عن قسط، يجري التنازل عن قسط التأمين إذا كنت معاقًا. التنازل عن القسط هو متسابق اختياري.

### الولايات المتحدة
"حالياً، هناك 5 ملايين وثيقة تأمين قائمة. بيعت حوالي 1.5 مليون وثيقة تأمين أو شهادة في عام 2018. الجمعية الأمريكية للتأمين ضد الأمراض الخطيرة"
"متوسط مبلغ فوائد تأمين الأمراض الحرجة الجديدة هو 21,993 دولار لتأمين الأفراد التقليدي للأمراض الحرجة، و14,766 دولار لتأمين الأمراض الحرجة الجماعي/في مكان العمل (مع فائدة معينة بناءً على عمر المؤمن). متوسط مشتري التأمين ضد الأمراض الخطيرة الجدد، تقرير 2020."
"في عام 2020، كانت العمر في وقت الشراء لتأمين الأمراض الحرجة هو 46.0 عامًا لتأمين الأفراد التقليدي للأمراض الحرجة، و42.2 عامًا لتأمين الأمراض الحرجة الجماعي/في مكان العمل (مع فائدة معينة بناءً على عمر المؤمن). أخبار التأمين ضد الأمراض الخطيرة 6 أبريل 2020."

## أنظر أيضاً
- التأمين على الحياة
- تأمين العجز الدائم الكلي
- تأمين صحي
- التأمين الصحي في الولايات المتحدة